# O Governador (The Walking Dead)
O Governador (nome real: Brian Blake nos quadrinhos e livros; Philip Blake na série de TV) é um personagem fictício da série de história em quadrinhos americana em preto e branco The Walking Dead, sendo interpretado por David Morrissey na série de televisão de mesmo nome, produzida e exibida pela AMC. Criado por Robert Kirkman com colaboração de Charlie Adlard e Cliff Rathburn, o personagem fez sua estreia na história em quadrinhos na edição 27, em abril de 2006. Principal antagonista de ambas as séries, O Governador é o líder aparentemente carismático de Woodbury, na Geórgia, revelando-se um líder brutal, insano e que entra em conflito com o protagonista, Rick Grimes. Ele é responsável por várias mortes de personagens principais em ambas as formas de mídia. A origem do personagem é explorada no romance The Walking Dead: Rise of the Governor, que foi escrito por Robert Kirkman e Jay Bonansinga.
Na série de televisão, o personagem aparece pela primeira vez na terceira temporada. Tal como acontece com a sua adaptação em quadrinhos, ele é o líder de Woodbury. No entanto, seu comportamento preocupante é refletido em seus caminhos autoritários em lidar com as ameaças à sua comunidade. Sua natureza escura e insana se torna visível quando ele entra em conflito com Rick Grimes e seu grupo, prometendo eliminá-los. Na quarta temporada, ele torna-se alarmado com os seus caminhos frios e faz tentativas de se redimir ao encontrar uma nova família, embora sua velha personalidade volte para si, como um meio de garantir a sobrevivência de sua nova família.
Em 2009, O Governador foi classificado como "86º Maior Vilão das Histórias em Quadrinhos de Todos os Tempos", pelo Portal IGN, ficando na 28ª posição no ranking promovida pela TV Guide.. Por sua atuação, o ator que interpreta o personagem na série de televisão, David Morrissey, foi indicado para o Melhor Ator Coadjuvante na Televisão no 39º Saturn Awards.

## Biografia

### Quadrinhos e Livros
Apesar de ser chamado de "O Governador", o nome do personagem parecia ser Philip Blake; no entanto, com o lançamento do romance The Walking Dead: Rise of the Governor, foi revelado que seu nome real era Brian Blake, e Philip foi revelado ser seu irmão falecido.
Quando ocorre o apocalipse de zumbis, Brian e Philip reúnem-se com um pequeno grupo, que incluía sua sobrinha, Penny, e constantemente estiveram em fuga por causa de locais inseguros. Eventualmente, o grupo de Brian chegou à Woodbury, uma cidade devastada, sendo liderada por homens da Guarda Nacional que usavam o medo para fazer valer a sua autoridade. Depois de se tornar o último sobrevivente de seu grupo, Brian reuniu o povo da cidade contra a Guarda Nacional e depois declarou-se "Governador" dos quatro quarteirões que compõem a comunidade. Inicialmente, ele parece ser um líder justo e forte, tornando-se consumido por um senso de poder e controle, ao mesmo tempo tornando-se cada vez mais perturbado. Ele manteve Penny, zumbificada, amarrada em seu apartamento, alimentando-a de partes do corpo de pessoas decepadas.
Após chegar em Woodbury, Rick Grimes e seu grupo de sobreviventes são recebidos pelo Governador. Depois de inicialmente mostrar ser um líder hospitaleiro, ele trama contra Rick e seu grupo.  Na tentativa de encontrar a prisão e coletar material para Woodbury, Rick tem sua mão cortada pelo Governador, além deste torturar mentalmente Glenn e conter Michonne, despojando-a e estuprando-a. Para saber o local da prisão, o Governador permite que os sobreviventes escapem de suas instalações, com a ajuda de um de seus guardas.  No entanto, Michonne fica para trás e se esconde em seu apartamento, onde ela brutalmente o tortura. Ele perde o braço direito, as unhas, os testículos, e seu olho esquerdo. Quando Michonne reencontra o grupo e eles perguntam-lhe se O Governador ainda está vivo, ela não tem certeza de seu destino.
O Governador sobrevive com a ajuda de Bob Stookey (um cidadão que tinha experiência médica) e, eventualmente, é capaz de encontrar a prisão. O Governador usa o assassinato de um guarda por Rick para jogar as pessoas da cidade contra os habitantes da prisão. As coisas não saem conforme o planejado, quando o grupo de Rick coloca-se numa defesa tenaz que leva a uma retirada humilhante dos soldados de Woodbury. Após esta tentativa fracassada, O Governador destrói as cercas da prisão com um tanque. Um massacre sangrento se segue, levando a um número extremamente elevado de mortes e, finalmente, fazem da prisão um lugar menos seguro e habitável. As tensões continuamente sobem dentro do grupo do Governador, quando a munição restante é limitada e suas próprias consciências morais entram em jogo, especialmente quando matam membros indefesos ou jovens do grupo adversário. Ambos os fatores resultam em Lilly Caul, um membro do exército de Woodbury, a matar o Governador e jogar seu cadáver para os zumbis.

### Série de TV

Governador como retratado na série de TV por David Morrissey.

Antes do apocalipse, Philip (David Morrissey) e seu irmão Brian Blake foram criados por um pai abusivo. Já adulto, Philip trabalhou em um escritório com um chefe com quem não se dava bem, era casado e tinha uma filha chamada Penny. Dezoito meses antes do surto, Philip perdeu a esposa em um acidente de carro. Durante os primeiros dias do apocalipse, Philip e Penny sobreviveram e encontraram Woodbury. Penny foi mordida e se transformou em um zumbi. Incapaz de aceitar sua morte, Philip a trancou em uma sala privada em seu escritório. Quando a comunidade estava sem liderança, os moradores escolheram Philip para liderar e começaram a chamá-lo de "O Governador", um apelido que pegou. Determinado a não perder a comunidade, ele executou qualquer grupo de estranhos que considerasse uma ameaça.

#### Terceira Temporada
O Governador aparece pela primeira vez no episódio "Walk With Me" ao lado de capangas investigando a queda de um helicóptero. Após Merle Dixon (Michael Rooker) encontrar Andrea (Laurie Holden) e Michonne (Danai Gurira) e entregá-las a ele, o Governador as levam consigo para Woodbury. O Governador logo desperta um interesse por Andrea, com quem passa a ter um caso amoroso e chega a revelar seu verdadeiro nome "Philip Blake". Ele passa a ser alvo das desconfianças de Michonne após investigar um suposto massacre de membros da Guarda Nacional. Michonne tenta sem sucesso convencer Andrea que o Governador não é quem ele diz ser e foge da cidade, onde mais tarde é quase morta sob as ordens do Governador. Ao saber sobre a existência de um grupo de sobreviventes liderados por Rick (Andrew Lincoln), ele decide executar todos os membros do grupo, principalmente após eles invadirem a cidade para resgatar Glenn (Steven Yeun) e Maggie (Lauren Cohan), que foram capturados por Merle para descobrir onde o grupo vivia. Ele passa a ver Michonne como uma de suas piores inimigas, após esta matar sua filha (que vivia em forma de zumbi) e furar um de seus olhos com um caco de vidro, causando-lhe cegueira. Mais tarde, o Governador ataca a prisão, onde vive o grupo de Rick, impondo sua autoridade sobre os sobreviventes do local. Sua liderança passa a ser questionada por muitos cidadãos de Woodbury, e ele perde muitos aliados importantes, como Haley (que foi morta por Maggie), Merle e Andrea. Em outro dado momento, ele ataca a prisão pela segunda vez, com um exército de cidadãos de Woodbury criado por ele próprio, mas desta vez seu ataque é fracassado: Rick, Glenn, Michonne, Maggie, Daryl (Norman Reedus) e Carol (Melissa McBride) revidam os ataques e conseguem vencer o exército do Governador, que recua. Ele massacra seu próprio exercito depois de seus soldados desistirem de voltar à prisão e atacá-la novamente. No fim da terceira temporada, o Governador causa a morte de Merle e aprisiona Andrea e Milton em uma das salas da cidade, para que eles morram, e foge de Woodbury com dois de seus capangas, Martinez (Jose Pablo Cantillo) e Shumpert. Os poucos sobreviventes que restavam de Woodbury se mudam para a comunidade da prisão.

#### Quarta Temporada
Na quarta temporada, ele é abandonado por Martinez e Shumpert e passa a vagar pelas estradas. Ele encontra a família Chambler, composta por Lilly (Audrey Marie Anderson), Tara (Alanna Masterson), David (Danny Vinson) e Meghan (Meybick Murphy), com quem passa a viver, usando o nome falso de Brian Heriot e mantendo uma relação amorosa com Lilly. Quando David morre, Brian (Governador) passa a proteger a família Chambler e assim, reencontra Martinez, como líder de um novo grupo de sobreviventes. Aos poucos o lado sombrio, sádico e sedento por poder domina Brian e assassina Martinez, jogando-o em uma vala de zumbis, e também Pete, o líder substituto do grupo. Assim, o Governador toma a liderança do grupo (juntamente com Mitch) e planeja um novo ataque a prisão. Ele organiza o grupo de Martinez para atacar a prisão para tomá-la e faze-la de seu novo lar, dizendo que o grupo de Rick não merece ficar lá uma vez que ele e seu grupo lhe fizeram mal no passado. Após capturar Hershel Greene (Scott Wilson) e Michonne, ele os faz de reféns e usa-os para tentar conquistar a prisão. Na prisão, ele chega com seu exército e fala para Rick deixar o local, mas o homem tenta persuadi-lo dizendo que todos podem viver juntos. O Governador chama Rick de mentiroso e decapita Hershel para o horror de todos e isso inicia um grande tiroteio. Ao ver Lily carregando Meghan morta por um zumbi, o Governador atira na cabeça da menina e depois ordena seu exército matar todos da prisão. Quando o tanque de guerra de Mitch avança e derruba as cercas da prisão, o Governador fica atrás de um ônibus tombado se protegendo do tiroteio e é abordado por Rick que inicia uma luta. Ele consegue derrubar Rick e começa a enforcá-lo, mas Michonne aparece e fura seu peito com sua katana fazendo-o largar Rick e cair no chão se contorcendo de dor. Michonne olha para ele, mas não o mata e o deixa morrer devorado ou por perda de sangue. Minutos depois, Lily encontra ele morrendo no chão e o finaliza com um tiro na cabeça impedindo sua transformação.

#### Quinta Temporada
Na estreia da segunda metade da quinta temporada "What Happened and What's Going On", o Governador aparece junto com Beth Greene (Emily Kinney), Bob Stookey (Lawrence Gilliard Jr.), Martin, e Lizzie e Mika Samuels durante as alucinações de Tyreese (Chad L. Coleman), após ele ser mordido no antebraço por um zumbi que era o irmão zombificado de Noah (Tyler James Williams) e está sangrando até a morte. Enquanto Beth, Bob e as garotas Samuels o confortam e asseguram que ele fez a coisa certa e garantem que ele pode ir embora em paz, o Governador e Martin o insultam sobre suas ações passadas e a incapacidade de fazer o que é necessário por causa de sua moralidade. O Governador critica a escolha de Tyreese por perdoar Carol pelo assassinato de Karen, apesar de alegar que eles mostraram a ela o que é preciso para sobreviver. Porém, Tyreese se levanta e repreende o Governador dizendo que "toda sua ideologia falhou e morreu" e pessoas como ele sempre morrem. Depois que o braço de Tyreese é cortado por Michonne, ele começa a sangrar, ele vê o Governador e Martin em suas alucinações que continuam a assediá-lo.

## Desenvolvimento e recepção
Na televisão, o personagem é interpretado pelo ator britânico David Morrissey. Glen Mazzara, quando questionado sobre a direção do personagem para a terceira temporada do programa, descreveu o Governador como um narcisista, que se vê como o futuro salvador da civilização e está disposto a recorrer às medidas mais extremas para atingir seu objetivo final.
Apesar de fazer poucas aparições, a filha do Governador, Penny, desempenha um papel fundamental em sua mentalidade e ações. Ele secretamente cuida do morto-vivo Penny em seu apartamento, conforme revelado no episódio "Say the Word", escovando seus cabelos e cantando para ela, e diz a Michonne que ela não precisa sofrer, o que implica que ele acredita que Penny ainda está viva e está "sob as garras de uma doença terrível". O tapa-olho do governador na série de televisão foi colocado no lado oposto do seu homólogo de quadrinhos.
Noel Murray, da Rolling Stone, classificou O Governador em 11º lugar em uma lista dos 30 melhores personagens de Walking Dead, dizendo: "Inicialmente um doente um tanto unidimensional - cujas virtudes como líder eram contrabalançadas por sua preocupação perturbada com os mortos-vivos, Blake com seu tapa-olho teve tempo suficiente para ser derrotado e voltar. O episódio "Live Bait", onde ele descansa e se reagrupa, é um ponto alto da série - humanizando um esquisito às vezes desumano, cortesia da habilidade de David Morrissey para obter simpatia e fazer você se sentir mal do estômago simultaneamente".